# Ministère du Budget et de la Planification économique
Le ministère du Budget et de la Planification économique (ministère du budget jusqu'en 1967) était un département ministériel du gouvernement italien, en activité de 1967 à 1997.

## Histoire

### Création et compétences
Le ministère du budget a été créé par décret législatif du chef de l'État provisoire 407/1947. Il se composait de deux directions générales, la direction générale des recettes et la direction générale des dépenses.
Le ministère du budget a ensuite été rebaptisé ministère du budget et de la planification économique par la loi 48/1967, qui prévoyait, entre autres, une réglementation analytique des pouvoirs du ministre. En ce qui concerne les questions budgétaires, le ministre :
- collabore avec le ministre du Trésor sur la présentation générale du budget en vue des objectifs généraux de la planification économique, sur l'administration des biens et sur la comptabilité générale de l'État ;
- présente au Parlement, avec le ministre du Trésor, avant le mois de mars, le rapport général sur la situation économique du pays pour l'année précédente et, avant le mois de septembre, le rapport de prévision et de planification pour l'année suivante ;
- avant le premier jour ouvrable du mois d'octobre, il fait rapport au Parlement sur la situation économique et financière ;
- donne son accord aux ministres concernés pour la présentation des mesures législatives impliquant l'autorisation de dépenses courantes ou en capital supérieures à 1 milliard de lires, ou imputées sur plus d'un exercice, quel qu'en soit le montant, ainsi que pour la présentation des mesures législatives impliquant une réduction des recettes, l'introduction de nouveaux impôts ou la modification d'impôts existants.

En ce qui concerne la planification économique, le ministre :
- prévoit, conformément aux critères et modalités établis par la loi sur les procédures de planification économique, l'élaboration des grandes lignes du programme économique national à soumettre aux délibérations du Conseil des ministres, après avoir entendu l'avis du Conseil National de l'Economie et du Travail (Consiglio Nazionale dell'Economia e del Lavoro ou CNEL) ;
- participe avec le Président du Conseil des ministres, en accord avec les ministres concernés, à la présentation au Parlement du projet de loi d'approbation du programme économique national
- donne son avis préalable sur les projets de loi et les actes ayant force de loi relatifs au programme économique national, ainsi que sur les variations budgétaires et, en informant le président du Conseil des ministres à des fins de coordination, il promeut les initiatives nécessaires à la réalisation du programme lui-même et vérifie la conformité des plans exécutifs des différents ministères avec les directives du programme
- fait périodiquement rapport au Président du Conseil des ministres et au Comité interministériel pour la planification économique et le développement durable (Comitato interministeriale per la programmazione economica e lo sviluppo sostenibile ou CIPE) sur la mise en œuvre du programme.

### Structure ministérielle
La loi a également réformé la structure du ministère. Conformément à cette discipline, le ministère du budget et de la planification économique a exercé les tâches qui lui ont été déléguées par l'intermédiaire des bureaux suivants :
- Secrétariat de programmation ;
- Direction générale de la mise en œuvre de la planification économique ;
- Direction des affaires générales.

En outre, une commission consultative interministérielle a été créée au ministère du budget et de la planification économique pour examiner les questions de programmation touchant les différentes administrations. Cette commission était présidée par le ministre et comprenait le secrétaire à la planification, le directeur général chargé de la mise en œuvre de la planification économique et des représentants de la présidence du Conseil des ministres et de chaque ministère.

### Abolition et fusion
En 1996, avec le gouvernement Prodi I, le ministre du budget et de la planification économique coïncide avec le ministre du trésor en la personne de Carlo Azeglio Ciampi. Le ministère du budget et de la planification et le ministère du trésor ont été définitivement fusionnés en une seule structure ministérielle par la loi 94/1997, créant le ministère du trésor, du budget et de la planification économique, opérationnel depuis le 1er janvier 1998.
Le ministère a finalement été supprimé par la loi 300/1999, qui prévoyait sa fusion avec le ministère des finances pour former le ministère de l'Économie et des Finances, opérationnel depuis 2001.

## Liste des ministres
- Liste des ministres du Budget et de la Planification économique de la République italienne.